# Трстено (Дубровник)
42°43′ пн. ш. 17°58′ сх. д. / 42.71° пн. ш. 17.97° сх. д.
Трстено (хорв. Trsteno) — населений пункт у Хорватії, в Дубровницько-Неретванській жупанії у складі міста Дубровник.

## Населення
Населення за даними перепису 2011 року становило 222 осіб.
Динаміка чисельності населення поселення: